# پونته کورونه
پونته کورونه (به ایتالیایی: Pontecurone) یک کومونه در ایتالیا است که در استان آلساندریا واقع شده‌است.

## خصوصیات
پونته کورونه ۲۹٫۸۱ کیلومترمربع مساحت و ۳٬۸۴۸ نفر جمعیت دارد و ۱۰۴ متر بالاتر از سطح دریا واقع شده‌است.